# بلاایشاخ
بلاایشاخ (به آلمانی: Blaichach) یک شهر در آلمان است که در ابرالاگوی واقع شده‌است. بلاایشاخ ۵٬۷۱۳ نفر جمعیت دارد.